# Bettan Andersson
Kerstin Bettan Andersson, född 6 februari 1964 i Trollhättan, är en svensk boxningsprofil, opinionsbildare och politiker (Vänsterpartiet). Hon blev 1988 den första licensierade amatörboxaren i världen och valdes 2006 som första kvinna in i Internationella boxningsförbundet. 1985 var hon medgrundare till Folkaktionen mot Pornografi.

## Biografi

### Bakgrund och arbete
Bettan Andersson föddes och växte upp i Trollhättan. 1980 flyttade hon till Göteborg, där hon har arbetat som socialarbetare med ungdomar. 2024 arbetade hon som samordnare på ett kommunalt HVB-hem.

### Idrottskarriär
Andersson ägnade sig under uppväxten åt ridning. Hon besökte även olika boxningsmatcher, eftersom hennes far var domare och tidigare aktiv boxare. 1984 började hon träna boxning för Redbergslids BK.
1988 blev Bettan Andersson världens första kvinnliga boxare med licens för amatörboxning, efter att hon personligen kämpat för licensmöjligheten med stöd av sin klubb. Den 19 april samma år vann hon den första boxningsmatchen mellan två kvinnor med tävlingslicens, mot Agneta Bise från stockholmsklubben BK Puma. Hon avslutade sin aktiva tid som boxare och boxningstränare 1997.
Från 1995 var Andersson med i Svenska Boxningsförbundets styrelse som förtroendevald, och mellan åren 2005 och 2009 var hon förbundets ordförande. År 2006 blev hon som första kvinna invald i Internationella boxningsförbundet, AIBA. År 2009 stängdes hon av därifrån, anklagad för att ha manipulerat domartillsättningen vid EM. Hon friades helt ett halvår senare och återfick posten. Under åtta års tid var Andersson valberedare inom Riksidrottsförbundet.

### Politiskt arbete
Bettan Andersson är ledamot av kommunfullmäktige i Göteborgs kommun, Göteborgs stads HBTQ-råd samt sitter i presidiet för Got Event AB. Hon sitter även i valberedningen för Vänsterpartiet Göteborg. Hon har engagerad sig i frågor som exempelvis byggandet av en ny idrottshall i Göteborg och i försvaret av 51%-regeln inom idrotten.
Andersson var år 1985 med och grundade intresseorganisationen Folkaktionen mot Pornografi, och hon var bland annat dess taleskvinna och ordförande. Andersson arbetar numera bland annat emot sexualiseringen av kvinnliga idrottsstjärnor.

## Erkännande
2012 tilldelades Bettan Andersson tillsammans med Katrin Enoksson Allan Hellman-priset (som delats ut av RFSL Göteborg). Hon fick priset för sina banbrytande insatser för att synliggöra och förbättra situationen för HBTQ-personer inom idrotten.